# Carlo Alberto (1898)
«Карло Альберто» (італ. Carlo Alberto) — броненосний крейсер типу «Веттор Пізані» Королівських ВМС Італії кінця XIX століття.

## Історія створення
Крейсер «Карло Альберто» був закладений 1 лютого 1892 року на верфі арсеналу флоту «Arsenale militare marittimo della Spezia» у місті Ла-Спеція. Свою назву отримав на честь короля Сардинського королівства Карла Альберта. Через те, що італійські кораблебудівники віддавали перевагу будівництву крейсерів типу «Джузеппе Гарібальді», які йшли на експорт та приносили значний дохід, будівництво крейсерів типу «Веттор Пізані» йшло повільно. Корабель був спущений на воду 23 вересня 1896 року, а вступив у стрій лише 1 травня 1898 року.

## Історія служби
Після вступу у стрій крейсер «Карло Альберто» здійснив у 1898 році дипломатичну місію в Колумбію, під час якої відвідав також Уругвай та Бразилію.
У 1899 році крейсер був включений до складу Далекосхідного дивізіону та вирушив на Далекий Схід, де пробув майже рік.
У 1902 році крейсер використовувався як королівська яхта, коли король Італії Віктор Емануїл III прибув у Велику Британію на коронацію короля Едуарда VII та королеви Олександри. Потім крейсер відвідав Росію, де у Кронштадті на палубу судна прибув російський імператор Микола II. 
Під час цього плавання на кораблі перебував Гульєльмо Марконі, який проводив експерименти з радіозв'язку на великі відстані. «Карло Альберто» був першим кораблем, з борта якого була здійснена радіопередача сигналів. Коли крейсер перебував у Кронштадті, Марконі у присутності Віктора Емануїала III та Миколи II продемонстрував можливість радіозв'язку між Кронштадтом та станцією у Корнуолі, розташованою за 2600 км.
У грудні 1902 року крейсер вирушив у Південну Америку у зв'язку із кризою у Венесуелі. У 1903 році корабель прибув у Салоніки через заворушення в Македонії.
Надалі крейсер здійснив лише кілька плавань у Середземному морі та італійських водах.
Коли розпочалась італійсько-турецька війна, крейсер «Карло Альберто» діяв біля африканського узбережжя. Зокрема у жовтні 1911 року він був у складі ескадри італійського флоту, яка забезпечувала висадку десанту поблизу Триполі. У квітні 1912 року він разом з іншими кораблями здійснив обстріли міста Зуара — центру постачання військових матеріалів для турецьких загонів.
Після закінчення бойових дій корабель діяв в Егейському морі. У 1914 році відвідав Іспанію.
Коли Італія вступила у Першу світову війну у 1915 році, «Карло Альберто» перебував у Венеції. Оскільки крейсер вже був застарілим, він взяв участь лише у одній військовій операції: 3 червня 1915 року разом з застарілим броненосцем «Сарденья» прикривав переправу італійських військ через річку Соча. 
Після загибелі крейсерів «Джузеппе Гарібальді» та «Амальфі» італійський флот значно знизив активність в Адріатичному морі. «Карло Альберто» базувався у Венеції та використовувався як допоміжний корабель.
У ніч проти 7 вересня 1917 року під час повітряного бомбардування Венеції «Карло Альберто» дістав незначні пошкодження.
У 1917 році крейсер був переобладнаний на військове транспортне судно та отримав нову назву «Zenson». Корабель здійснив близько 50 військових місій, зокрема у листопаді 1918 року разом з крейсерами «Франческо Ферруччо» та «Варезе» доставив 2500 італійських солдатів у Трієст.
Після закінчення бойових дій корабель залучався до перевезення військ та військового спорядження в Лівію, Албанію та в Егейському морі.
12 червня 1920 року корабель був виключений зі складу флоту і наступного року відправлений на злам.